# Olbus eryngiophilus
Olbus eryngiophilus är en spindelart som beskrevs av Ramírez, Lopardo och Alexandre B. Bonaldo 200. Olbus eryngiophilus ingår i släktet Olbus och familjen flinkspindlar. Inga underarter finns listade i Catalogue of Life.